# Saint-Romain-la-Motte
Saint-Romain-la-Motte là một xã trong tỉnh Loire miền trung nước Pháp.